# Куб'юк Любов Іванівна
Любов Іванівна Куб'юк (нар. 19 жовтня 1954, Таштагол, Кемеровська область, РРФСР) — українська акторка театру та кіно. Заслужена артистка України (1995).

## Життєпис
Любов Куб'юк народилася 1954 року в смт Таштагол. У 1978 році закінчила Київський театральний інститут. Після закінчення інституту працювала у театрі російської драми імені Лесі Українки. З 1982 року — акторка Національного академічного театру імені Івана Франка.
Друга дружина актора Анатолія Хостікоєва, має від нього сина Георгія Хостікоєва, теж актора.

## Доробок
Роботи у театрі
- «Енеїда» І. Котляревського / Венера.
- «Сподіватися» Ю. Щербака / Леся Українка.
- «Одруження» М. Гоголя / Текля Іванівна.
- «Вишневий сад» А. Чехова / Варя.
- «Майстер і Маргарита» за М. Булгаковим / Маргарита.
- «Кін IV» Г. Горіна / Єлена.
- «Казка про Моніку» С. Шальтяніса і Л. Яцінавічуса / Моніка.
- «Король Лір», «Отелло» В. Шекспіра / Реґана, Емілія.
- «Мерлін, або Спустошена країна» Т. Дорста й У. Елер / Ґіневра.
- «Піґмаліон» Б. Шоу / Місіс Гіґґінс.
- «Цар Едіп» Софокла / Фіванка.

## Фільмографія
- 1980 — «Поїзд надзвичайного призначення» / Настя.
- 1981 — «Колесо історії» / Паша.
- 1986 — «Запорожець за Дунаєм» (відео).
- 1988 — «Мистецтво подобатись жінкам» / Галина.
- 1990 — «Я той, хто є…».
- 1993 — «Місяцева зозулька» / Любка.
- 1996 — «Вальдшнепи» / Ганна Карамазова.